# Bystrzanka (dopływ Skawy)
Bystrzanka – potok, dopływ rzeki Skawa. Górny bieg Bystrzanki do ujścia Sidziny ma nazwę Sidzinka. Źródła Sidzinki znajdują się w należącym do Sidziny przysiółku Mała Sidzinka, na północno-zachodnich stokach jednego z grzbietów Beskidu Orawsko-Podhalańskiego. Grzbietem tym biegnie Wielki Europejski Dział Wodny między zlewiskami Morza Czarnego i Bałtyku. Sidzinka znajduje się w zlewisku Bałtyku. Początkowo płynie w kierunku zachodnim, od ujścia potoku Sidzina zmienia nazwę na Bystrzanka i kierunek na północno-wschodni. Przepływa przez miejscowość Bystra, w której uchodzi do Skawy jako jej  lewy dopływ. Następuje to na wysokości 427 m. Głównymi dopływami Bystrzanki są potoki: Sidzina, Glinków Potok, Głaza, Ciśniawa, Mostów Potok, Byków Potok i Wędźno.
Od ujścia Ciśniawy aż do swojego ujścia do Skawy Bystrzanka tworzy naturalną granicę oddzielająca Beskid Orawsko-Podhalański od Pasma Policy.